# Fritz Horn (Pilot)
Fritz Horn (* 13. Dezember 1896 in Brandenburg (Havel); † 2. Mai 1963 in Mosigkau(?)) war ein Pilot und Pionier der zivilen Luftfahrt.

## Leben
Er wurde als viertes Kind des Holzarbeiters Friedrich Horn geboren. Nach Besuch der Volks- und Mittelschule begann er 1911 eine Lehre als Elektromechaniker. Nach seinem Abschluss fand er 1914 eine Anstellung als Schlosser bei der Hansa & Brandenburgische Flugzeugwerke A.G., wo er bald als Monteur zum dortigen Flugplatz versetzt wurde. Dort hatte er 1915 erstmals die Möglichkeit, als Passagier einen Flug in einer Etrich Taube zu absolvieren. 1916 wechselte Horn nach Berlin-Johannisthal ins Zweigwerk der AGO Flugzeugwerke. Dort erhielt er seine Einberufung und diente als Obermonteur auf Feldflugplätzen an der Ost- und Westfront. Nach Ende des Ersten Weltkrieges 1919 trat er anfangs der Artillerie-Fliegerstaffel 103 in Potsdam bei, wechselte aber nach kurzer Zeit aufgrund des alliierten Flugverbots zur Grenzfliegertruppe in Schneidemühl und Böblingen. In Schneidemühl brachte er sich selbst das fliegen bei und durfte deshalb Werkstattflüge selbstständig durchführen. Am 19. Februar 1920 bestand Horn auf einer Albatros B.II seine Flugzeugführerprüfung. Als auch dort das Flugverbot durchgesetzt wurde, ging Horn nach Serappen zur Polizeifliegerstaffel, bis auch dort das Fliegen untersagt wurde.
Auf Anraten seines Vorgesetzten bewarb er sich bei Junkers in Dessau und trat am 1. Januar 1921 bei der zum Unternehmen gehörenden Lloyd-Ostflug in Königsberg, die von dort Linienflüge nach Berlin durchführte, eine Stelle als 1. Flugzeugmonteur an. Dort erhielt er vom Verkehrsministerium seine Zulassung Nr. 54 als Verkehrsflieger, nachdem er ein in Litauen notgelandetes Flugzeug der Gesellschaft repariert und rücküberführt hatte. Im Januar 1922 wurde Horn zum Werkmeister ernannt und wechselte zur ebenfalls Junkers angehörigen Danziger Luftpost A.G. als Leiter von deren Flugzeugwerft. Dort war er am Aufbau der Fluglinie Danzig–Warschau–Lemberg sowie einiger Flugrouten nach Osten beteiligt. 1923 zog Horn im Auftrag von Junkers nach Budapest, wo er bis 1925 als Werksmeister und Pilot am Aufbau der Fluggesellschaft Aero-Express tätig war.
In dieser Zeit von 1923 bis 1925 war Horn auch zwischenzeitlich im Junkers-Stammwerk in Dessau als Einflieger tätig. Nach Beendigung seines Ungarn-Aufenthaltes unternahm er vom 20. bis 25. Juni 1925 mit einer Junkers G 23 (WNr. 843, Kennzeichen S-AAAK) am sogenannten Siebenstaatenflug Berlin/Tempelhof–Danzig–Malmö–Kopenhagen–Zürich–Wien–Berlin/Tempelhof teil, der aber nur durch sechs Staaten führte. In den nächsten zwei Jahren war Horn international als Fachkraft zur Vorführung von Junkers' Flugzeugen in Bulgarien, Italien, Portugal, Rumänien, Schweden, Spanien und der Türkei tätig. Dies tat er im Anschluss auch in Argentinien, Brasilien, Chile und Paraguay, wobei er auf dem südamerikanischen Kontinent auch beim Aufbau der dortigenfür die zivile Luftfahrt benötigten Infrastruktur behilflich war. Nach Europa zurückgekehrt, ging Horn noch 1927 nach Budapest und half beim Aufbau der ersten nationalen Fluggesellschaft Bunavad. Bei einem seiner Zwischenaufenthalte in Dessau stellte er drei Weltrekorde auf: Er flog am 24. April 1927 mit einer Junkers G 24 einen kombinierten Strecken- und Dauerweltrekord und erreichte mit 1000 kg Nutzlast 2020 km mit 140 km/h Durchschnittsgeschwindigkeit in 14 h 23 min 45 s. Im März 1929 fuhr Horn zusammen mit dem Junkers-Piloten Fritz Loose und vier Monteuren per Bahn über die Sowjetunion nach China, um von der dortigen Regierung erworbene Junkers-Flugzeuge, die auf dem Schiffsweg überführt wurden, einzufliegen und entsprechendes Personal auszubilden. Am 31. Dezember 1930 beendete Horn seine Tätigkeit bei Junkers und wechselte zu Lufthansa. Für seine langjährige erfolgreiche Arbeit erhielt er von seinem ehemaligen Arbeitgeber offiziell den Titel Flugkapitän.
Von 1931 bis 1937 lebte er in China, um im Auftrag der Lufthansa als Chefingenieur den zivilen „Eurasia-Flugdienst“ aufzubauen. Zu seinen Aufgaben gehörten der Ausbau des Flughafens Shanghai zu einem modernen Verkehrsflughafen, die Erkundung von Inlandfluglinien für die Eurasia, die Auswahl geeigneten Flug- und Bodenpersonals und die Errichtung von Ausweichflugfeldern samt fliegertechnischer Ausrüstung. In dieser Zeit flog er als Pilot 75.000 Kilometer.
Zurück in Dessau nahm Horn am 20. Oktober 1937 seine Arbeit bei Junkers als Ingenieur und Flugzeugführer wieder auf, zog aber kurz darauf als Vertreter für die Junkers-Flugzeugwerke bei South African Airways nach Johannesburg, Südafrika, die ihn zusätzlich zu ihrem Chefpiloten ernannte. Die Gesellschaft bot ihm bei Ablauf des Einjahresvertrages eine Verlängerung an. Horn nahm an und ließ seine Familie nachkommen. Bei Beginn des Zweiten Weltkrieges wurde er seines Postens enthoben und mit zusammen mit weiteren Deutschen interniert, seine Frau und Tochter blieben in Freiheit. 1944 kam Horn gegen Austausch von britischen Kriegsgefangenen frei und ging im August des Jahres zurück nach Dessau, wo er beim Bau von Strahlturbinen erstmals mit dieser neuen Antriebsart in Berührung kam. Nach Kriegsende zwischenzeitlich von der US-amerikanischen Besatzungsmacht als Dolmetscher des Stadtkommandanten eingesetzt, arbeitete er, nachdem Dessau Bestandteil der sowjetischen Besatzungszone geworden war, ab Oktober 1945 wieder im Junkers-Werk und baute mit einigen anderen ehemaligen Mitarbeitern eine Abteilung für mechanische und hydraulische Versuche auf. Im Oktober 1946 wurde er mit seiner Familie und anderen Junkers-Mitarbeitern im Rahmen der Aktion Ossawakim in die Sowjetunion nach Podberesje gebracht, um dort im OKB-1 als stellvertretender Leiter der Abteilung 4 für mechanische und hydraulische Versuche, die demontiert und ebenfalls verschickt worden war, zu arbeiten.
1953 kehrte Horn in die DDR zurück und wurde 1955 technischer Leiter des im Aufbau befindlichen Flugzeugwerks Dresden sowie Organisationsleiter des angeschlossenen Flughafens. Vom 1. Juli 1955 bis zu seinem Ruhestand im Herbst 1959 übte er in Berlin-Schönefeld das Amt des Direktors für Flugbetrieb und Flugsicherheit aus. 1956/57 reiste er nochmals in die Sowjetunion, um die Teilnehmer des ersten Verkehrspiloten-Lehrgangs der DDR an der „Höheren Fliegerschule der Aeroflot“ in Uljanowsk zu betreuen.

## Ehrungen
Eine Straße am Flughafen Berlin Brandenburg wurde nach Fritz Horn benannt.